# Lenguaje ficticio
Los lenguajes ficticios son un subconjunto de lenguajes construidos, y son distintos del primero en que se han creado como parte de un entorno ficticio (es decir, para su uso en un libro, película, programa de televisión o videojuego). Por lo general, son la creación de un individuo, mientras que los idiomas naturales evolucionan a partir de una cultura o grupo de personas en particular. Los lenguajes ficticios también son distintos de los lenguajes naturales en que los primeros no tienen hablantes nativos.
Los lenguajes ficticios están destinados a ser los lenguajes de un mundo ficticio y, a menudo, están diseñados con la intención de dar más profundidad y una apariencia de plausibilidad a los mundos ficticios con los que están asociados, y hacer que sus personajes se comuniquen de una manera que es tanto desconocida como discordante. Dentro de su mundo ficticio, estos idiomas funcionan como lenguajes naturales, ayudando a identificar ciertas razas o grupos de personas y diferenciarlos de otros.
Si bien algunos lenguajes ficticios menos formados se crean como versiones distorsionadas o dialectos de un lenguaje natural preexistente, muchos son lenguas construidas diseñadas independientemente con su propio léxico (algunos más sólidos que otros) y reglas gramaticales. Algunos de estos últimos están completamente formados para ser aprendidos como un idioma que se puede hablar, y existen muchas subculturas de aquellos que saben hablar "fluidamente" en uno o más de estos lenguajes de ficción. A menudo, después de que el creador de un lenguaje ficticio ha cumplido su tarea, el fandom de ese universo ficticio retoma su tarea en donde la dejó el creador y continúa desarrollando el lenguaje, haciéndolo más como un lenguaje natural y, por lo tanto, más usable.

## Propósito
Los lenguajes ficticios no deben confundirse con los lenguajes artísticos por un propósito y una terminación en la que ambos difieren: un lenguaje ficticio a menudo tiene la menor cantidad de gramática y vocabulario posible, y rara vez se extiende más allá de lo absolutamente necesario. Al mismo tiempo, algunos otros han desarrollado idiomas en detalle por su propio bien, como JRR Tolkien desarrollo el Quenya y el Sindarin (dos lenguas élficas), el lenguaje Klingon de Star Trek y el Na'vi del universo de Avatar que están en funamiento como idiomas utilizables.
Por analogía con la palabra "conlang", el término conworld se usa para describir estos mundos ficticios, habitados por culturas ficticias provenienetes de la construcción de mundos. El mundo influye en el vocabulario (qué palabras tendrá el idioma para la flora y la fauna, prendas de vestir, objetos de tecnología, conceptos religiosos, nombres de lugares y tribus, etc.), así como influye en otros factores como los pronombres, o cómo Las culturas ven los puntos de ruptura entre los colores o el género y la edad de los miembros de la familia. El sonido también es un factor de dirección, ya que los creadores buscan mostrar a su audiencia a través de la fonología el tipo de raza o grupo de personas al que pertenece el idioma.

## Lenguajes comerciales de ficción
Los lenguajes comerciales ficticios son aquellos creados para su uso en diversos medios comerciales, como: 
- Libros (Quenya y Sindarin de El Señor de los Anillos)
- Películas (Na'vi de Avatar)
- Programas de televisión (Klingon de Star Trek, Dothraki de Game of Thrones)
- Videojuegos  (lenguaje del dragón de Skyrim, Simlish de Los Sims)
- Cómics (Bordurian y Syldavian de Las aventuras de Tintín)
- Juguetes (Furbish de Furby)
- Álbumes musicales (Kobaïan de Magma)
- Programas de televisión para niños (Pingüinés dePingu )

Si bien algunos idiomas se crean exclusivamente por el deseo del creador, la creación del lenguaje puede ser una profesión. En 1974, Victoria Fromkin fue la primera persona contratada para crear un idioma (Paku, la tierra de los perdidos). Desde entonces, notables creadores de lenguaje profesional han incluido Marc Okrand (Klingon), David Peterson (Dothraki y otros en Game of Thrones) y Paul Frommer (Na'vi). 

## Lenguas extraterrestres

Qapla, "éxito" en el idioma klingon

Un subgénero notable de los lenguajes ficticios son los lenguajes extraterrestres, los que se utilizan o podrían ser utilizados por las formas de vida extraterrestres putativas. Los idiomas extranjeros son objeto de ciencia ficción e investigación científica. Quizás el lenguaje alienígena ficticio más desarrollado es el lenguaje klingon del universo de Star Trek, un lenguaje construido completamente desarrollado. 
El problema del lenguaje "alien" ha enfrentado a generaciones de escritores de ciencia ficción; algunos han creado lenguajes ficticios para que los usen sus personajes, mientras que otros han eludido el problema a través de dispositivos de traducción u otra tecnología fantástica. Por ejemplo, el universo de Star Trek utiliza un 'traductor universal', que explica por qué razas tan diferentes, que a menudo se encuentran por primera vez, pueden comunicarse entre sí. 

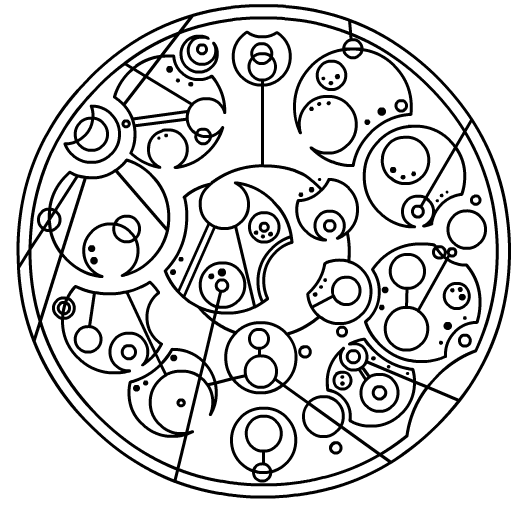
Gallifreyan circular

Mientras que en muchos casos una lengua extranjera no es más que un elemento de una realidad ficticia, en varias obras de ciencia ficción, el núcleo de la trama involucra problemas lingüísticos y psicológicos de comunicación entre varias especies alienígenas. 

### Lenguajes extraños visuales
Un subgénero adicional de los idiomas extraños son aquellos que son visuales, en lugar de auditivos. Ejemplos notables de este tipo son el Circular Gallifreyan de Sherman de la serie Doctor Who de la BBC (aunque este lenguaje fue completamente creado y difundido por los fanáticos, todas las apariciones de Gallifreyan en el programa son simplemente símbolos sin sentido), y el lenguaje Heptapod de la película de 2016 Arrival . 

## Lenguajes de ficción basados en internet
Los lenguajes ficticios basados en Internet se alojan junto con sus " conworlds " en Internet, y se basan en estos sitios, siendo conocidos por el mundo a través de los visitantes de estos sitios. Verdurian, el lenguaje de Mark Rosenfelder de Verduria en el planeta de Almea, es un lenguaje de ficción basada en Internet insignia. El sitio web de Rosenfelder incluye recursos para otros creadores de idiomas aspirantes. 
Muchos otros lenguajes ficticios y sus conmundos asociados son creados en privado por su inventor, conocido solo por el inventor y quizás algunos amigos. 
- Lista de lenguajes ficticios.
- Comunicación con inteligencia extraterrestre.
- Idiomas construidos
- Idiomas en Star Wars
- SETI